# Indiaphis indica
Indiaphis indica är en insektsart. Indiaphis indica ingår i släktet Indiaphis och familjen långrörsbladlöss. Inga underarter finns listade i Catalogue of Life.